# Mas Moner (Palafolls)
Mas Moner és una masia de Palafolls (Maresme) inclosa a l'Inventari del Patrimoni Arquitectònic de Catalunya.

## Descripció
Casa de teulada a dues aigües i de frontó a la principal, amb finestres gòtiques dels primers anys del segle xvi. De petites dimensions, mas Moner és una de les masies més senzilles de la zona, encara que conserva al seu interior alguns elements de la cuina, l'escala i alguns festejadors de les finestres. La masia conserva el nom des de fa més de tres o quatre generacions.